# San Giuseppe (Neapel)
San Giuseppe ist der 3. von den 30 Stadtteilen (Quartieri) der süditalienischen Hafenstadt Neapel. Er gehört zum Historischen Zentrum (Centro Storico), außerdem zählt er zu den sozioökonomisch gesehen wohlhabenden Stadtteilen Neapels.

## Geographie und Demographie
San Giuseppe grenzt es an die benachbarten Stadtteile Porto, San Ferdinando, Montecalvario, Avvocata und San Lorenzo.
San Giuseppe ist 0,43 Quadratkilometer groß und hatte im Jahr 2009 7.389 Einwohner.